# Kakkonen
La Kakkonen (en sueco: Tvåan) es la tercera liga de fútbol más importante de Finlandia (después de la Veikkausliiga y la Ykkönen). Está compuesta por 36 equipos y es organizada por la Federación de Fútbol de Finlandia (en sueco: Finlands Bollförbund o en finés: Suomen Palloliitto).

## Historia
Fue creada en el año 1973 con el nombre II divisioona, nombre que tuvo hasta 1990. El torneo desde 2012 se juega con un sistema de 4 grupos de 10 equipos cada una según su ubicación geográfica y se enfrentan todos contra todos a tres vueltas. Los ganadores de cada grupo logran el ascenso a la Ykkönen, mientras que los dos últimos de cada grupo más el peor octavo lugar descienden a la Kolmonen.

## Estructura
Para disminuir los costos por traslados, desde la temporada 2012 el formato de la Kakkonen cambió a una liga dividida en 4 grupos de 10 equipos, cada uno representando un área geográfica. Desde la temporada 2016 se pasó a 3 grupos de 12 equipos, formato que sigue en la 2021.
Cada club juega contra todos los demás del mismo grupo a doble vuelta. Clubs ganan tres puntos por victoria, uno por empate y ninguno por derrota. Los campeones de cada grupo ascienden a Ykkönen mientras que los dos últimos clubes de cada grupo descienden a Kolmonen.

## Equipos 2023

### Grupo A
| N.º | Nombre               | Ciudad       | Temporada 2022                        |
| --- | -------------------- | ------------ | ------------------------------------- |
| 1.  | Atlantis FC Akatemia | Helsinki     | Ganador playoffs (Grupo C - Kolmonen) |
| 2.  | FC Futura            | Porvoo       | 10.º (Grupo A)                        |
| 3.  | FC Kiffen            | Helsinki     | 4.º (Grupo A - Zona Ascenso)          |
| 4.  | Klubi-04             | Helsinki     | 4.º (Grupo B - Zona Ascenso)          |
| 5.  | JIPPO                | Joensuu      | 2.º (Grupo A - Zona Ascenso)          |
| 6.  | Lahden Reipas        | Lahti        | 3.º (Grupo A - Zona Ascenso)          |
| 7.  | NJS                  | Nurmijärvi   | 7.º (Grupo A)                         |
| 8.  | PKKU                 | Kerava       | 6.º (Grupo A)                         |
| 9.  | PPJ                  | Helsinki     | 8.º (Grupo A)                         |
| 10. | PK-35                | Helsinki     | 10.º (Ykkonen)                        |
| 11. | PEPO                 | Lappeenranta | 11.º (Ykkonen)                        |
| 12. | TiPS                 | Helsinki     | 1.º (Grupo C - Kolmonen)              |

### Grupo B
| N.º | Nombre            | Ciudad      | Temporada 2022                        |
| --- | ----------------- | ----------- | ------------------------------------- |
| 1.  | Atlantis FC       | Helsinki    | 5.º (Grupo A)                         |
| 2.  | EPS               | Espoo       | 10.º (Grupo B)                        |
| 3.  | FC Honka Akatemia | Espoo       | 2.º (Grupo B - Zona Ascenso)          |
| 4.  | FC Jazz           | Pori        | 5.º (Grupo B)                         |
| 5.  | GrIFK             | Kauniainen  | 6.º (Grupo B)                         |
| 6.  | HJS               | Hämeenlinna | 7.º (Grupo B)                         |
| 7.  | FC Ilves II       | Tampere     | 9.º (Grupo B)                         |
| 8.  | PIF               | Pargas      | 12.º (Ykkonen)                        |
| 9.  | Pallo-Iirot       | Rauma       | 1.º (Grupo A - Kolmonen)              |
| 10. | SexyPöxyt         | Espoo       | Ganador playoffs (Grupo B - Kolmonen) |
| 11. | Tampere United    | Tampere     | 8.º (Grupo B)                         |
| 12. | Ilves-Kissat      | Tampere     | 3.º (Grupo B - Zona Ascenso)          |

### Grupo C
| N.º | Nombre             | Ciudad    | Temporada 2022                        |
| --- | ------------------ | --------- | ------------------------------------- |
| 1.  | FC Vaajakoski      | Jyväskylä | 8.º (Grupo C)                         |
| 2.  | GBK                | Kokkola   | 9.º (Grupo C)                         |
| 3.  | Vasa IFK           | Vaasa     | 2.º (Grupo C - Zona Ascenso)          |
| 4.  | Närpes Kraft       | Närpes    | 5.º (Grupo C)                         |
| 5.  | JBK                | Jakobstad | 10.º (Grupo C)                        |
| 6.  | JS Hercules        | Oulu      | 3.º (Grupo C - Zona Ascenso)          |
| 7.  | KuPS Akatemia      | Kuopio    | 9.º (Grupo A)                         |
| 8.  | Kuopion Elo        | Kuopio    | 1.º (Grupo B - Kolmonen)              |
| 9.  | Oulun Luistinseura | Oulu      | 4.º (Grupo C - Zona Ascenso)          |
| 10. | OTP                | Oulu      | 7.º (Grupo C)                         |
| 11. | RoPS Rovaniemi     | Rovaniemi | 6.º (Grupo C)                         |
| 12. | TP-47              | Tornio    | Ganador playoffs (Grupo A - Kolmonen) |

## Palmarés

### II divisioona - Segunda División (1970-1972)
| Temporada | Grupo este | Grupo oeste | Grupo norte |
| --------- | ---------- | ----------- | ----------- |
| 1970      | MiPK       | TPV         | VPS         |
| 1971      | Ponnistus  | TaPa        | KPT         |
| 1972      | Ponnistus  | I-Kissat    | OTP         |

### II divisioona - Tercera División (1973-1993)
| Temporada | Grupo este | Grupo oeste   | Grupo norte |
| --------- | ---------- | ------------- | ----------- |
| 1973      | HPS        | TuTo          | KaPa        |
| 1974      | LaPS       | Pyrkivä       | Sport       |
| 1975      | KIF        | MuSa          | KPS         |
| 1976      | FinnPa     | IFK Mariehamn | Into        |
| 1977      | KTP        | GrIFK         | OLS         |
| 1978      | Honka      | LappBK        | RoPS        |
| 1979      | LaPa       | RPallo        | Jaro        |
| 1980      | Elo        | FinnPa        | JyP-77      |
| 1981      | Ponnistus  | GrIFK         | KePS        |
| 1982      | HPS        | PPT           | Huima       |
| 1983      | Karpalo    | P-Iirot       | KaPa        |
| 1984      | LauTP      | HPK           | KajHa       |
| 1985      | TPV        | KontU         | PK-37       |
| 1986      | GrIFK      | VaKP          | KaPa        |
| 1987      | VanPa      | TuTo          | Jaro        |
| 1988      | KumuP      | TuPa          | PK-37       |
| 1989      | JoKu       | GrIFK         | TP-55       |
| 1990      | FinnPa     | P-Iirot       | OLS         |
| 1991      | VanPa      | TPV           | VPS         |
| 1992      | Ponnistus  | P-Iirot       | KajHa       |
| 1993      | KTP        | PIF           | FC 1991     |

### Kakkonen - Tercera División (1994-actualidad)
| Temporada | Grupo sur      | Grupo este     | Grupo oeste  | Grupo norte |
| --------- | -------------- | -------------- | ------------ | ----------- |
| 1994      | K-Team         | Rakuunat       | PP-70        | GBK         |
| 1995      | HIK            | TiPS           | TP-Seinäjoki | OPS         |
| 1996      | PK-35          | VarTP          | Kraft        | KPT-85      |
| 1997      | Atlantis       | Kultsu         | KPV-j        | KajHa       |
| 1998      | TiPS           | RiPS           | MuSa         | KuPS        |
| 1999      | FC Hämeenlinna | Rakuunat       | ÅIFK         | Tervarit    |
| 2000      | Gnistan        | FC Kuusankoski | SalPa        | TP-47       |
| 2001      | Viikingit      | KooTeePee      | VG-62        | KoMu        |
| 2002      | FC Espoo       | WJK            | TPV          | OLS         |
| 2003      | PK-35          | Kings          | P-Iirot      | PS Kemi     |
| 2004      | Atlantis       | JJK            | FJK          | KPV         |
| 2005      | Klubi 04       | JIPPO          | SalPa        | VIFK        |

| Temporada | Grupo A  | Grupo B  | Grupo C     |
| --------- | -------- | -------- | ----------- |
| 2006      | JJK      | TPV      | GBK         |
| 2007      | KäPa     | GrIFK    | PS Kemi     |
| 2008      | Klubi 04 | PoPa     | Kiisto      |
| 2009      | MP       | FC Espoo | OPS-jp      |
| 2010      | HIFK     | Ilves    | Santa Claus |
| 2011      | Klubi 04 | BK-46    | SJK         |

| Temporada | Grupo sur | Grupo este | Grupo oeste | Grupo norte |
| --------- | --------- | ---------- | ----------- | ----------- |
| 2012      | ÅIFK      | JäPS       | Ilves       | AC Kajaani  |
| 2013      | EIF       | HIFK       | FC Jazz     | PS Kemi     |
| 2014      | EIF       | Atlantis   | VIFK        | PS Kemi     |
| 2015      | FC Honka  | Klubi 04   | GrIFK       | KPV         |

| Temporada | Grupo A       | Grupo B           | Grupo C       |
| --------- | ------------- | ----------------- | ------------- |
| 2016      | IF Gnistan    | Honka             | OPS           |
| 2017      | KTP           | Viikingit         | Kajaani       |
| 2018      | MYPA          | MuSa              | TPV           |
| 2019      | MP            | IF Gnistan        | SJK Akatemia  |
| 2020      | PK-35         | Klubi-04          | JIPPO         |
| 2021      | JäPS          | PIF               | SJK Akatemia  |
| 2022      | Käpylän Pallo | Salon Palloilijat | JJK Jyväskylä |